# Obóz pracy przy ul. Lipowej w Lublinie
Obóz pracy przy ulicy Lipowej w Lublinie – niemiecki nazistowski obóz pracy funkcjonujący od grudnia 1939 roku do lipca 1944 roku przy ul. Lipowej 7 w Lublinie.
Był to pierwszy obóz pracy dla Żydów, a zarazem najdłużej istniejący obóz pracy w okupowanej Polsce. Początkowo zarządzał nim Volksdeutscher Selbstschutz, później przeszedł pod kontrolę SS. Tym co wyróżniało go na tle innych niemieckich obozów był fakt, że na przełomie 1940/1941 roku osadzono w nim ponad 2 tys. jeńców wojennych – żołnierzy Wojska Polskiego będących pochodzenia żydowskiego. Więźniowie Lipowej byli zatrudnieni przede wszystkim w warsztatach należącej do SS spółki Deutsche Ausrüstungswerke (DAW). Pracowali także na rzecz innych niemieckich instytucji w Lublinie. Byli narażeni na głód, choroby i bestialstwo strażników, aczkolwiek panujące na Lipowej warunki były mimo wszystko nieco lepsze niż w innych niemieckich obozach w Lublinie.
3 listopada 1943 roku żydowscy więźniowie zostali wymordowani w ramach Aktion Erntefest. Na przełomie 1943/1944 roku obóz przekształcono w filię obozu koncentracyjnego KL Lublin na Majdanku. Niedługo później osadzono w nim 660 więźniów wielu narodowości, których sprowadzono z różnych obozów koncentracyjnych. W tym kształcie obóz przy ul. Lipowej funkcjonował do czasu zajęcia miasta przez Armię Czerwoną.

## Lokalizacja i topografia
Pod budowę obozu władze niemieckie przejęły parcelę przy ul. Lipowej 7 o powierzchni 867 m², a także plac przy ul. Lipowej 9 o powierzchni około 3,2 hektara. Ten ostatni należał do spółki „Place Lubelskie”; przed wojną służył jako miejsce wystaw, pokazów, zawodów sportowych, rozrywek i rekreacji. Z kolei parcela przy ul. Lipowej 7 należała uprzednio do Zygmunta Szpreja.
Obóz miał kształt nieregularnego czworoboku. Jego granice wyznaczały: od wschodu – ul. Lipowa, od północy – ul. Marii Curie-Skłodowskiej, od zachodu – ul. Uniwersytecka, od południa – mury cmentarza miejskiego. Był otoczony drewnianym płotem i drutem kolczastym.
Początkowo – poza drewnianą szopą, w której przed wojną znajdowały się boksy dla koni – na terenie obozu nie było żadnych stałych zabudowań. Dopiero na przełomie 1939/1940 roku żydowscy więźniowie wznieśli tam pierwsze prymitywne baraki, w których urządzono warsztaty i kwatery mieszkalne. W latach 1941–1943 obóz był sukcesywnie rozbudowywany, co miało związek z jego przejęciem przez Niemieckie Zakłady Zaopatrzenia (Deutsche Ausrüstungswerke – DAW).
W swoim ostatecznym kształcie obóz dzielił się na dwie części: produkcyjną i mieszkalną. Ta pierwsza znajdowała się bliżej ul. Lipowej i obejmowała 16 baraków, w większości zbudowanych z muru pruskiego. Znajdowały się w nich warsztaty: ślusarski, szewski, krawiecki, rymarski, samochodowy, elektryczny, a obok nich także wytwórnie papy i skrzynek, drukarnia, magazyny, stajnia. Część jednego z baraków przeznaczono także na kojec dla psów wartowniczych. W budynku na rogu ulic Lipowej i Curie-Skłodowskiej znajdowały się biura administracji obozowej oraz kwatery mieszkalne esesmanów.
Za warsztatami, bliżej ul. Uniwersyteckiej, znajdowała się część mieszkalna. Dla więźniów przeznaczono pięć baraków, w szóstym zorganizowano kuchnię, latrynę i łaźnię. Baraki mieszkalne miały wymiary: 3 metry wysokości, 12 metrów długości i 4,5 metra szerokości. Każdy mógł pomieścić 400 osób. W strefie mieszkalnej znajdowały się również skład drewna i niewielki ogród warzywny. Otaczało ją 5 lub 6 wieżyczek strażniczych. Od części produkcyjnej oddzielało ją ogrodzenie.

## Personel
Początkowo obóz przy ul. Lipowej podlegał lubelskiemu inspektoratowi Volksdeutscher Selbstschutz. Z formalnego punktu widzenia funkcję jego komendantów pełnili miejscowi dowódcy Selbstschutzu: SS-Standartenführer Walter Gunst (do stycznia 1940 roku) i SS-Oberführer Ludolf Jakob von Alvensleben. Na co dzień obaj zlecali jednak kierowanie obozem swoim podwładnym. W przypadku Gunsta byli to funkcjonariusze o nazwiskach Schega i Möhlmann. Z kolei Alvensleben w lutym 1940 roku zrzekł się kierowania obozem na rzecz SS-Sturmbannführera Hermanna Dolpa.
W lipcu 1940 roku Dolp objął stanowisko komendanta obozu pracy w Bełżcu. W obozie przy ul. Lipowej zastąpił go wtedy Franz Bartetzko. Już po kilku tygodniach, nie później jak w sierpniu, stanowisko komendanta objął jednak SS-Untersturmführer Horst Riedel ze sztabu dowódcy SS i policji na dystrykt lubelski Odilo Globocnika. Był on pierwszym zwierzchnikiem obozu wywodzącym się spoza struktur Selbstschutzu. Został także kierownikiem lubelskiej filii Niemieckich Zakładów Zaopatrzenia. Niekompetencja i konfliktowa postawa po pewnym czasie doprowadziły jednak do jego odwołania. W grudniu 1941 roku stanowisko komendanta obozu i kierownika lubelskiej filii DAW objął dotychczasowy zastępca Riedla, SS-Untersturmführer Wolfgang Mohwinkel. Dał on się poznać jako sprawny administrator. Jego bezwzględność i okrucieństwo sprawiły jednocześnie, że więźniowie nadali mu przydomek „Mordwinkel”. W styczniu 1944 roku został przeniesiony do Krakowa, a na stanowisku szefa lubelskiej filii DAW zastąpił go SS-Obersturmführer Fritz Gebauer.
Zakładem DAW (Werk I) ulokowanym przy ul. Lipowej kierował SS-Oberscharführer Mildner. Jego nieformalnym zastępcą, sprawującym nadzór nad obozowymi warsztatami, był SS-Unterscharführer Rudolf Neumann.
W okresie, gdy obóz podlegał lubelskiemu inspektoratowi Selbstschutzu, wartownikami byli członkowie tej formacji. Później straż w obozie pełnili kolejno członkowie złożonego z kłusowników i kryminalistów SS-Sonderbataillon „Dirlewanger” oraz esesmani ze specjalnej jednostki weteranów SS-Sonderkommando Kluß. Od końca 1941 roku ochronę obozu zapewniali wartownicy z załogi obozu koncentracyjnego KL Lublin na Majdanku. Latem 1942 roku zastąpili ich strażnicy z formacji SS-Wachmannschaften, którzy pozostali na Lipowej do listopada następnego roku.

### Nazewnictwo
Początkowo obóz nosił nazwę SS- und Selbstschutz Durchgangslager (pol. „obóz przejściowy SS i Selbstschutzu”). Później przemianowano go na Werkstätten des SS- und Polizeiführers (pol. „warsztaty dowódcy SS i policji”). W niemieckich dokumentach niekiedy pojawiają się także nazwy SS-Judenlager Lublin lub Judenlager Lipowa (pol. „obóz SS dla Żydów w Lublinie”, „obóz dla Żydów Lipowa”).

## Obóz pracy dla Żydów

### Początki funkcjonowania

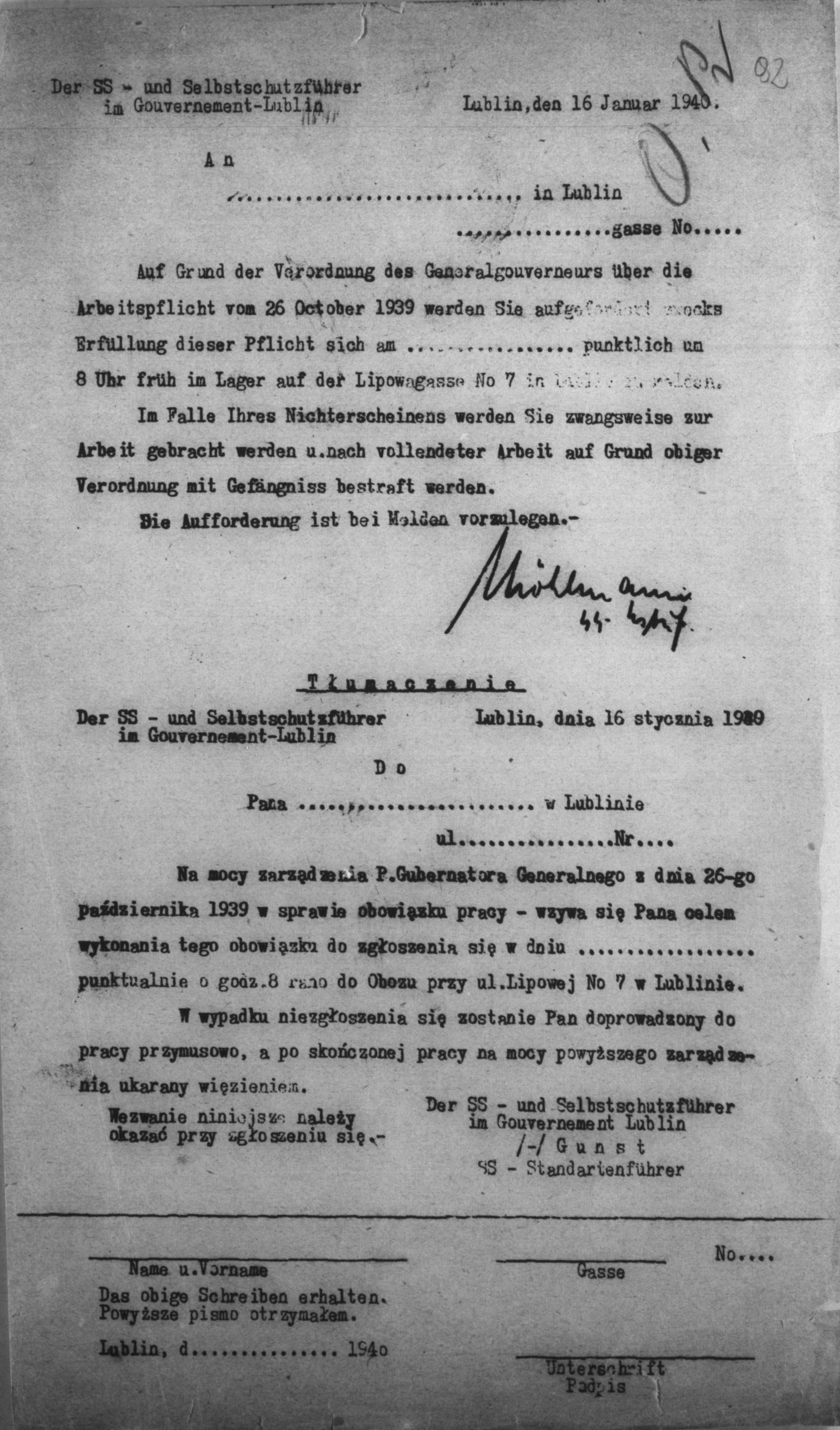
Blankiet wezwania, które otrzymywali Żydzi kierowani do prac przymusowych w obozie przy ul. Lipowej

Na mocy rozporządzenia Hansa Franka z 26 października 1939 roku ludność żydowską w Generalnym Gubernatorstwie objęto przymusem pracy. Niedługo później niemieckie władze okupacyjne powiadomiły lubelskich Żydów, że 4 grudnia o godz. 8:00 rano przy ul. Peowiaków odbędzie się rejestracja robotników. Obowiązkiem stawienia się objęto wszystkich mężczyzn w wieku od 18 do 50 lat. Po zakończeniu rejestracji Niemcy zatrzymali kilka tysięcy Żydów do budowy baraków mieszkalnych przy ul. Lipowej. Obiekty te miały być pierwotnie przeznaczone dla żydowskich wysiedleńców z ziem polskich wcielonych do Rzeszy. Na skutek zabiegów lubelskiego Judenratu robotnicy zostali po kilku dniach zwolnieni. Niemcy zażądali jednak, aby w zamian Judenrat zapewnił dzienny kontyngent 300–400 robotników do budowy baraków. W rzeczywistości przewidziany kontyngent z czasem zaczął rosnąć – nawet do ponad 1200 osób. Jednocześnie radę żydowską obarczono obowiązkiem zapewnienia robotnikom niezbędnych narzędzi, materiałów budowlanych i wyżywienia.
Początkowo robotnicy nie byli przetrzymywani w obozie, lecz po zakończeniu pracy wracali do swoich domów. Dopiero po kilku miesiącach, prawdopodobnie w czerwcu 1940 roku, zostali na stałe skoszarowani w obozie, stając się de facto jego więźniami. Był to odwet Niemców za masowe uchylanie się ludności żydowskiej od obowiązku pracy, które z kolei było spowodowane panującymi na Lipowej warunkami – a zwłaszcza brutalnością strażników. Pierwsze niemieckie zarządzenia przewidywały, że Żydzi będą się stawiać do obozu na podstawie imiennych wezwań, na okres czterech tygodni. W lipcu limit więźniów pracujących na Lipowej ustalono na 500 osób dziennie. Ponadto 8 lipca komendant obozu zarządził, że codziennie zwalnianych będzie 10% więźniów, a w dodatku wszyscy osadzeni otrzymywać będą „urlop” na okres od soboty od godz. 17:00 do poniedziałku rano. Już dziewięć dni później SS-Brigadeführer Odilo Globocnik nakazał jednak osadzenie w obozie tysiąca Żydów. Osobom uchylającym się od pracy zagrożono najsurowszymi konsekwencjami, w tym karą śmierci i bliżej niesprecyzowanymi represjami wobec rodzin. Ludność żydowską ostrzeżono również, że brak stawiennictwa może poskutkować zesłaniem wszystkich lubelskich Żydów w wieku od 16 do 60 lat do obozu pracy w Bełżcu.
Jak wskazuje Wojciech Lenarczyk, prowadzone w obozie prace charakteryzowała początkowo improwizacja i niska wydajność. Było to spowodowane niekompetencją komendantów, a także wysoką rotacją więźniów i ich złym traktowaniem. Ponadto Niemcy nie mieli w tym czasie konkretnych planów wykorzystania żydowskich robotników przymusowych, stąd praca tych ostatnich służyła przede wszystkim zaspokajaniu bieżących potrzeb aparatu okupacyjnego.
Obok Żydów lubelskich do obozu przy ul. Lipowej trafiali także Żydzi z dystryktów radomskiego i warszawskiego. Ponadto byli w nim osadzani Polacy. Zazwyczaj byli to rolnicy, którzy nie dostarczyli wymaganych kontyngentów rolnych lub osoby obwinione o drobne wykroczenia przeciw porządkowi okupacyjnemu. Z zachowanych dokumentów wynika, że w lutym 1940 roku w obozie przy Lipowej przetrzymywano ponad 200 Polaków. Byli oni izolowani od więźniów pochodzenia żydowskiego, a po odbyciu kary zwalniano ich do domów.
W pierwszej połowie 1940 roku obóz przy ul. Lipowej był także wykorzystywany w charakterze obozu przejściowego. W lutym 1940 roku w jego barakach ulokowano około 1,2 tys. Żydów niemieckich, których wysiedlono ze Szczecina. Po krótkim pobycie w obozie zostali oni rozmieszczeni w podlubelskich miejscowościach.

### Przybycie żydowskich jeńców wojennych
Już w grudniu 1939 roku niemieckie władze wojskowe zaczęły zwalniać z obozów jenieckich żołnierzy Wojska Polskiego będących pochodzenia żydowskiego. Procedurą tą objęto tylko żołnierzy i podoficerów; oficerowie byli nadal przetrzymywani w oflagach. Zwolnieni jeńcy zazwyczaj wracali do rodzimych społeczności, a po rozpoczęciu „ostatecznego rozwiązania” podzielili ich los. Obóz przy ul. Lipowej przez pewien czas służył jako obóz przejściowy dla zwolnionych jeńców. Między lutym a majem 1940 roku przeszło przezeń 3224 żołnierzy. Ich pobyt w obozie trwał zwykle krótko. Jeńców pochodzących z Generalnego Gubernatorstwa w większości wypadków zwolniono. Tragiczny okazał się natomiast los kilkuset jeńców pochodzących z ziem wcielonych do Rzeszy. Lubelski Judenrat odmówił wzięcia na siebie kosztów ich utrzymania, stąd Niemcy pognali ich pieszo do obozu jenieckiego w Białej Podlaskiej. Był to prawdziwy „marsz śmierci”, w którego trakcie konwojenci zamordowali znaczną liczbę jeńców.
W październiku 1940 roku z obozów jenieckich ponownie zaczęto zwalniać polskich jeńców wojennych pochodzenia żydowskiego. Gotowość do przejęcia jeńców i zatrudnienia ich w charakterze przymusowej siły roboczej wyraziły władze dystryktu lubelskiego. Ponieważ lokalne urzędy pracy nie mogły lub nie potrafiły wykorzystać nowo otrzymanych robotników, znaczna ich część trafiła ostatecznie do obozu przy ul. Lipowej. Pierwsze transporty przybyły w grudniu 1940 roku. Z zachowanych dokumentów wynika, że 6 stycznia 1941 roku w obozie przebywało 518 jeńców. Niedługo później na Lipową przybyły jednak kolejne transporty. Według niemieckiej dokumentacji na początku lutego 1941 roku w obozie przebywało 2120 jeńców, aczkolwiek niektórzy autorzy podają także większe liczby. Większość jeńców pochodziła z ziem polskich znajdujących się pod okupacją sowiecką.
W późniejszym okresie do obozu kierowano jeszcze pojedynczych polskich jeńców lub ich niewielkie grupy. Niewykluczone, że w drugiej połowie 1941 roku, po niemieckim ataku na ZSRR, na Lipową skierowano także około 100 jeńców sowieckich pochodzenia żydowskiego.
Polskim jeńcom osadzonym w obozie przy ul. Lipowej pozwolono zachować mundury wojskowe. Nie zostali także oznaczeni opaskami z gwiazdą Dawida. Do lutego 1941 roku interesy jeńców wobec władz niemieckich reprezentował lubelski Judenrat. Jeńcy byli jednak niezadowoleni z tej reprezentacji, m.in. obwiniali radę za fatalne warunki panujące w obozie. Z tego powodu zorganizowali własny samorząd obozowy, co zostało zaakceptowane przez Niemców. Na czele samorządu stał „mąż zaufania”. Początkowo był nim Wolf Kraut, później funkcję tę pełnili kolejno Herman Brandel i Roman Fiszer.
Wraz z przybyciem jeńców władze niemieckie w znacznej mierze zrezygnowały z wykorzystywania więźniów cywilnych. Większość cywilów przetrzymywanych dotychczas w obozie została zwolniona. Aż do listopada 1943 roku jeńcy dominowali wśród więźniów obozu. W konsekwencji Lipowa zyskała nieformalny a zarazem unikalny status obozu jenieckiego podległego SS, będącego jednocześnie obozem pracy dla Żydów. Szymon Datner określał obóz przy ul. Lipowej jako „jedyny w swoim rodzaju w całej okupowanej Europie”.
Ze względu na rosnące zapotrzebowanie na siłę roboczą oraz fakt, że wśród jeńców nie zawsze można było znaleźć osoby z fachowymi umiejętnościami, nadal zdarzało się jednak, że do obozu kierowano więźniów cywilnych. Na Lipowej osadzono między innymi pewną liczbę żydowskich rzemieślników z Lublina. Gdy w 1942 roku Niemcy przystąpili do likwidacji getta lubelskiego, pozwolili ich rodzinom schronić się w obozie. Po pewnym czasie również one zostały jednak wysłane na śmierć. Z kolei wiosną 1942 roku na Lipowej osadzono grupę Żydów niemieckich. Wreszcie w 1943 roku z transportów, które przybyły z likwidowanych gett w Warszawie i Białymstoku, wyselekcjonowano po kilkuset Żydów, których następnie skierowano na Lipową oraz do obozu pracy na Flugplatzu.
Przybycie jeńców wojennych zostało odnotowane przez Polskie Państwo Podziemne. W jego raportach zwracano m.in. uwagę na ich wysokie morale oraz fakt, że zachowali mundury żołnierskie. Gdy w listopadzie 1942 roku Niemcy ostatecznie zlikwidowali getto lubelskie, komenda główna Formacji Bojowo-Milicyjnych Polskich Socjalistów za pośrednictwem komendanta głównego Armii Krajowej zwróciła się do rządu RP na uchodźstwie z postulatem podjęcia działań na rzecz zagwarantowania bezpieczeństwa jeńcom. Domagano się między innymi, aby byli oni traktowani tak samo, jak inni polscy żołnierze przetrzymywani w niemieckich obozach jenieckich oraz aby zagrożono represjami wobec jeńców niemieckich w przypadku, gdyby jeńcom z Lipowej stała się krzywda.

### Spory o kontrolę nad obozem
Przybycie jeńców zbiegło się w czasie z utworzeniem w Lublinie filii należącego do SS przedsiębiorstwa Niemieckie Zakłady Zaopatrzenia (Deutsche Ausrüstungswerke, DAW). W grudniu 1940 roku lub w lutym 1941 roku DAW przejęło wszystkie znajdujące się na Lipowej warsztaty wraz z siłą roboczą. Od tej pory w obozie funkcjonował jeden z trzech zakładów należących do lubelskiej filii DAW, tzw. Zakład nr 1 (Werk I). W lipcu 1941 roku obóz i znajdujące się w nim warsztaty zwiedził Reichsführer-SS Heinrich Himmler.
Prawdopodobnie na początku 1942 roku komendant obozu koncentracyjnego KL Lublin na Majdanku, Karl Otto Koch, podjął zabiegi, aby podporządkować sobie obóz przy Lipowej. Straż w obozie pracy zaczęli pełnić wartownicy z załogi Majdanka. Pojawili się tam również oficerowie z komendantury Majdanka, którzy zaczęli zaprowadzać porządki na wzór obozu koncentracyjnego. Działania Kocha spotkały się z oporem dotychczasowego komendanta Lipowej, Wolfganga Mohwinkela. Ostatecznie w maju 1942 roku celem rozwiązania powstałego konfliktu przysłano do Lublina kierownika spółki DAW SS-Haupsturmführera Karla Maya. Ustalono wtedy, iż Koch będzie odpowiedzialny wyłącznie za obóz na Majdanku i nie będzie się mieszał do spraw DAW i obozu na Lipowej. Ten ostatni podlegać miał wyłącznie dowódcy SS i policji na dystrykt lubelski Odilo Globocnikowi. Niedługo później z Lipowej wycofano wartowników z Majdanka, zastępując ich podległymi Globocnikowi strażnikami z formacji SS-Wachmannschaften. Niemniej Lipowa zachowała pewne związki z Majdankiem. Jej więźniom dostarczano posiłki z kuchni obozu koncentracyjnego. Zdarzało się także, że niewielkie grupy więźniów Lipowej kierowano do pracy w obozie koncentracyjnym i vice versa.
We wrześniu 1943 roku, w związku ze zbliżającym się zakończeniem akcji „Reinhardt” i przeniesieniem Globocnika na wybrzeże Adriatyku, zapadła decyzja o przekształceniu obozów pracy w dystrykcie lubelskim, w tym obozu na Lipowej, w filie obozu koncentracyjnego na Majdanku. 22 października tegoż roku SS-Obergruppenführer Oswald Pohl wydał formalną dyrektywę w sprawie przejęcia ośmiu obozów pracy przez Główny Urząd Gospodarczo-Administracyjny SS (SS-WVHA). Już jedenaście dni później żydowscy więźniowie zostali jednak wymordowani w ramach akcji „Dożynki”.

### Obozowa codzienność

#### Praca
Obóz przy ul. Lipowej był pierwszym obozem pracy dla Żydów w Generalnym Gubernatorstwie. Tym samym stał się swego rodzaju placówką „prototypową”. Zatrudnieni tam Żydzi pracowali początkowo przy budowie baraków. Od 7 grudnia 1939 roku na Lipową zaczęto sprowadzać także robotników wykwalifikowanych, których zatrudniano w nowo powstałych warsztatach: ślusarskim, szewskim, krawieckim, rymarskim. W obozie urządzono także wytwórnię papy i skrzynek, drukarnię oraz warsztaty naprawy samochodów i radioodbiorników. W wielu wypadkach maszyny, narzędzia i surowce do produkcji pochodziły z rabunku. Pozostałych więźniów kierowano ad hoc do różnych prac na terenie Lublina, np. przy odśnieżaniu ulic lub kopaniu rowów. Jeżeli nie było innych zadań do wykonania, więźniów zmuszano do wykonywania zupełnie bezproduktywnych prac, na przykład przenoszenia kup śniegu z jednego miejsca na inne.
Sytuacja zmieniła się po ulokowaniu przy Lipowej jednego z zakładów DAW. Z zachowanych niemieckich dokumentów wynika, że jesienią 1943 roku w należących doń warsztatach było zatrudnionych około 2,5 tys. więźniów. Profil produkcji kilkukrotnie ulegał zmianie. Jesienią 1942 roku zdecydowana większość więźniów była zatrudniona w warsztatach szewskich i odzieżowych. Zimą 1942/1943 priorytet uzyskała produkcja wyrobów skórzanych. Z kolei od połowy 1943 roku na pierwszy plan wysunęła się produkcja wyrobów z drewna.
W różnych okresach czasu duża liczba więźniów pozostawała zatrudniona poza DAW. Do takich prac kierowano przede wszystkim więźniów nieposiadających fachowych umiejętności. Niektórzy pracowali przy rozbudowie obozu o parcelę nazywaną „Dolf-Platz”. Inni pracowali na terenie obozu pracy na Flugplatzu – najpierw przy jego rozbudowie, później przy rozładunku i segregacji odzieży, którą zrabowano żydowskim ofiarom akcji „Reinhardt”. W drugiej połowie 1941 roku kilkuset więźniów zatrudniono na terenie obozu na Majdanku, gdzie wykonywali prace budowlane oraz kopali groby dla zmarłych i zamordowanych jeńców sowieckich. Więźniowie Lipowej pracowali także na rzecz innych niemieckich urzędów i instytucji w Lublinie. Kilkuset oddano do dyspozycji Wehrmachtu, który wykorzystywał ich do rozładunku wagonów kolejowych, obsługi parku samochodowego oraz zatrudniał jako pomocników w szpitalach wojskowych. Prawdopodobnie zdarzało się również, że więźniów zatrudniano przy kopaniu grobów i grzebaniu zwłok ofiar niemieckiego terroru. Ponadto według niektórych relacji jeńców zatrudniono przy wyburzaniu domów na terenie byłego getta na lubelskim Podzamczu (lato 1942 roku).

#### Warunki bytowe i traktowanie
Od pierwszych dni istnienia obozu jego więźniowie znosić musieli trudne warunki i brutalne traktowanie. Pracować musieli w akompaniamencie nieustannego krzyku i szykan. Strażnicy z Selbstschutzu z upodobaniem znęcali się nad Żydami, bijąc ich pod byle pretekstem. Jedną z ich „rozrywek” było zmuszanie więźniów, by na dotkliwym mrozie rozbierali się do naga, a następnie oblewanie ich kubłami wody. W ten sam sposób traktowano sprowadzone z dzielnicy żydowskiej kobiety i dzieci. Zwłoki ofiar grzebano potajemnie na sąsiednim cmentarzu, w grobach wykopanych dla niemieckich żołnierzy.
Nie lepiej byli traktowani jeńcy wojenni. Rozlokowano ich w pięciu przeludnionych barakach, w których panowały fatalne warunki higieniczne. Na dzienną rację żywnościową składało się pół bochenka chleba, dwie porcje kawy zbożowej oraz zupa bez mięsa i tłuszczów na obiad, a według innych źródeł – 70 dkg chleba, dwie porcje zupy i porcja kawy. Oficjalne racje uzupełniały paczki żywnościowe od rodzin, jednakże ze względu na fakt, iż większość jeńców pochodziła z Kresów Wschodnich, przestały one napływać po rozpoczęciu niemieckiej inwazji na ZSRR. Możliwość zdobycia dodatkowej żywności mieli jeńcy pracujący poza obozem.
8 czerwca 1942 roku komendant Mohwinkel wydał rozkaz, który regulował kwestię czasu pracy więźniów. Zarządzenie przewidywało, że więźniowie będą pracowali na dwie zmiany po 12 godzin z dwiema przerwami na posiłki. Szczegółowy regulamin dzienny przedstawiał się następująco:
- I zmiana: od 5:30 do 6:00 – poranny apel, od 6:00 do 8:30 – praca, od 8:30 do 9:00 – przerwa na śniadanie, od 9:00 do 13:00 – praca, od 13:00 do 14:00 – przerwa na obiad[e], od 14:00 do 18:00 – praca, od 18:00 do 18:30 – wieczorny apel.
- II zmiana: od 17:30 do 18:00 – pierwszy apel, od 18:00 do 20:30 – praca, od 8:30 do 21:00 – przerwa na śniadanie, od 21:00 do 01:00 – praca, od 01:00 do 02:00 – przerwa na obiad[e], od 02:00 do 06:00 – praca, od 06:00 do 06:30 – drugi apel.

W niedzielę i święta pracowała tylko jedna zmiana, w godzinach od 6:00 do 12:00. Niemniej Wojciech Lenarczyk przypuszcza, że zasady wskazane w rozkazie Mohwinkela nie zawsze były przestrzegane, a ponadto obowiązywały tylko robotników wykwalifikowanych. Pozostali więźniowie prawdopodobnie pracowali cały dzień, jeśli warunki pozwalały – nawet do godziny 22:00 lub dłużej.
W obozie utworzono dwie niewielkie izby chorych: o profilu ogólnym i skórno-zakaźnym. Dysponowały łącznie 20 łóżkami. Dyżury pełnił dochodzący z getta lekarz żydowski . Ciężko chorych wysyłano do Szpitala Żydowskiego lub Szpitala im. Jana Bożego. Aby poprawić stan higieny, więźniów nieregularnie wysyłano do miejskiej łaźni. Niemniej wszystkie te środki nie zapobiegły szerzeniu się chorób. W grudniu 1941 roku w obozie wybuchła epidemia tyfusu. Prawdopodobnie została przywleczona przez więźniów pracujących w obozie na Majdanku lub przeniesiono ją na sprowadzanej z Majdanka odzieży. Zachorowało co najmniej 500 więźniów, z czego co najmniej kilkudziesięciu zmarło. Za zgodą Niemców dla chorych urządzono prowizoryczny szpital w synagodze Maharszala. Po zakończeniu epidemii żydowski lekarz W. Schindler został wezwany do SS-Brigadeführera Odilo Globocnika. W obecności komendanta Mohwinkela dowódca SS i policji zażądał wygaszenia epidemii w ciągu dwóch tygodni, grożąc, że jeśli jakikolwiek Niemiec zarazi się tyfusem, wszyscy więźniowie zostaną rozstrzelani.
Więźniowie regularnie doświadczali brutalnego traktowania. W czasie pracy byli nieustannie poganiani i bici; szczególną brutalnością odznaczali się zwłaszcza esesmani nadzorujący prace na „Dolf-Platz”. Wzorem innych niemieckich obozów na Lipowej przeprowadzano „selekcje”, podczas których wyławiano więźniów niezdolnych do pracy z powodu ran, chorób lub wyczerpania. Byli oni zabierani na Majdanek i tam mordowani. Wszelkie uchybienia przeciw obozowemu regulaminowi były karane biciem lub zastrzeleniem na miejscu. Czasami w obecności wszystkich więźniów dokonywano także pokazowych egzekucji przez powieszenie.
Przykład dawał swym podwładnym komendant Mohwinkel, który osobiście katował i mordował więźniów. Okrucieństwem nie ustępowali mu inni esesmani. Latem 1942 roku w ramach kary za niewielkie spóźnienie SS-Oberscharführer Martin Schramm zamknął 30 więźniów w ciasnym karcerze, na skutek czego kilkunastu poniosło śmierć w wyniku uduszenia. Postrachem więźniów był także SS-Unterscharführer Hausberg, który nieustannie katował swe ofiary przy użyciu kija, łopaty lub kilofa. Podczas powojennego procesu Mohwinkela jeden ze świadków przywołał przypadek wyjątkowo okrutnego ukarania dwunastoletniego gońca o imieniu Chaim, którego oskarżono o „sabotaż” w postaci upuszczenia i ubłocenia rysunku technicznego. Esesman o nazwisku Inkuffer najpierw zaczął maltretować chłopca i dusić go sznurkiem, a następnie rozwścieczony jego krzykami, odciął mu język. Ostatecznie po kilkugodzinnych męczarniach Chaima powieszono. Ten sam świadek zeznał, że innym razem Inkuffer wraz z Hausbergiem na rozkaz Mohwinkela dokonali egzekucji Żyda przyłapanego na posiadaniu złotej monety. Na oczach pozostałych więźniów ofiarę przecięto piłą na dwie części.

#### Relacje z gettem lubelskim i innymi obozami
Więźniowie Lipowej padali ofiarą głodu, chorób, wyczerpania i bestialstwa strażników. Niemniej warunki bytowe i obozowy reżim były tam mimo wszystko nieco łagodniejsze niż w innych lubelskich obozach, tj. na Majdanku i na Flugplatzu. Pogłoski na temat dobrych warunków panujących na Lipowej, często zresztą przesadzone, krążyły po Lublinie, powodując, że więźniowie Majdanka starali się o uzyskanie przeniesienia do tego obozu, podczas gdy ci, którzy znaleźli się na Lipowej, za wszelką cenę usiłowali tam pozostać.
Przetrzymywani na Lipowej żołnierze WP przywiązywali dużą wagę do swego statusu jeńców wojennych i obawiali się, że obóz może zostać przez Niemców przekształcony w „zwykły” obóz pracy. Z tego powodu kilkukrotnie nie pozwolili odebrać sobie mundurów wojskowych, a jednocześnie niechętnie przyjmowali fakt przebywania na terenie obozu więźniów cywilnych. Między obiema grupami nierzadko dochodziło do antagonizmów i niesnasek. Fakt, iż jeńcy znajdowali się na szczycie więźniarskiej hierarchii, skłaniał niektóre jednostki do nadużywania pozycji kosztem cywilów. Z drugiej strony nie brakowało jednak aktów wzajemnej solidarności i koleżeństwa.
Jeńcy krytycznie oceniali działalność lubelskiego Judenratu, oskarżając go o niewdzięczność i złą reprezentację interesów jeńców wobec władz niemieckich. W szczególności obwiniali radę za doprowadzenie do śmierci wielu swoich kolegów podczas „marszu śmierci” do Białej Podlaskiej. Tymczasem w grudniu 1941 roku w obawie przed epidemią tyfusu kierownictwo DAW doprowadziło do wycofania z Majdanka wszystkich pracujących tam więźniów Lipowej. W odpowiedzi komendant Majdanka zażądał „rekompensaty” w postaci nowego kontyngentu robotników przymusowych. W nocy z 11 na 12 grudnia 1941 roku Niemcy przeprowadzili łapankę w getcie lubelskim, wykorzystując w charakterze „łapaczy” jeńców z Lipowej. Schwytano wtedy około 320 Żydów, z czego niespełna połowa trafiła na Majdanek. Większość poniosła śmierć, nieliczni powrócili do getta w stanie skrajnego wyczerpania. Dwa tygodnie później, podczas tzw. Pelzaktion, Niemcy ponownie wykorzystali jeńców przeciwko mieszkańcom getta, rozkazując im zebrać z żydowskich mieszkań przeznaczone do konfiskaty futra i odzież wełnianą. Wreszcie w listopadzie 1942 roku, po ostatecznej likwidacji getta na Majdanie Tatarskim, jeńcy pod nadzorem Niemców i Ukraińców przeszukiwali opustoszałe domy w poszukiwaniu uciekinierów i pozostawionego mienia. Wszystkie te wydarzenia wzburzyły lubelskich Żydów, budząc uczucia niechęci, a wręcz nienawiści wobec jeńców.
Wojciech Lenarczyk zwraca jednak uwagę, że również w tym wypadku „obok konfliktów i nieporozumień nie brakowało przypadków solidarności i współpracy”. Lubelscy Żydzi na różne sposoby wspierali jeńców, dostarczając im pomocy materialnej czy organizując dla nich szpital w czasie epidemii tyfusu. Zdarzały się jednocześnie przypadki, gdy jeńcy bezinteresownie i z narażeniem życia podarowywali żywność więźniom innych obozów. Lubelscy Żydzi uczestniczyli w wydarzeniach kulturalnych organizowanych w obozie. Zdarzały się także małżeństwa między jeńcami a lubelskimi Żydówkami.

#### Próby ucieczek i oporu
Jeńcy szybko zaczęli podejmować próby ucieczek. Już na początku lutego 1941 roku kilkunastu zdołało zbiec z obozu. W odwecie Niemcy zarządzili akcję represyjną. W nocy z 3 na 4 lutego w obecności Odilo Globocnika jeńców wypędzono z baraków, po czym przez wiele godzin przetrzymywano pod gołym niebem na dwudziestostopniowym mrozie, dotkliwie bijąc i szczując psami. Dziesięciu jeńców zmarło wkrótce na zapalenie płuc.
Ucieczki nie ustały, więc Niemcy wprowadzili zasadę odpowiedzialności zbiorowej. Jeńcom nakazano, aby sami chwytali uciekinierów, a następnie karali ich pobiciem. Niemcy bezskutecznie usiłowali ich także zmusić do wykonywania egzekucji przez powieszenie na złapanych kolegach. Zdarzały się przypadki mordowania uciekinierów. Między innymi pod koniec 1941 roku komendant Mohwinkel wraz z Martinem Schrammem mieli zatłuc na śmierć trzech jeńców schwytanych podczas próby ucieczki. Innym razem esesman Hermann Dolp miał zastrzelić sześciu jeńców w odwecie za ucieczkę ich kolegów. Zdarzyło się także, że w odwecie za ucieczkę dwóch kolegów grupę jeńców osadzono na dwa dni na Majdanku.
Po likwidacji getta lubelskiego wśród jeńców zaczęły rosnąć obawy, że Niemcy zlikwidują obóz, a jego więźniów wymordują lub przeniosą na Majdanek. Zdawali sobie przy tym sprawę z faktu, że w stosunku do nich SS nie będzie przestrzegać żadnych międzynarodowych konwencji. W efekcie w obozie zawiązała się konspiracja, której członkowie stawiali sobie za cel zorganizowanie zbrojnego buntu i masowej ucieczki. Przywódcą lub jednym z przywódców ruchu oporu był „mąż zaufania” obozu, Roman Fiszer. Konspiratorzy potajemnie gromadzili broń i amunicję. Usiłowali także nawiązać kontakty z polskim ruchem oporu, napotykając jednak na brak zainteresowania ze strony Armii Krajowej i cywilnych struktur Polskiego Państwa Podziemnego. Udało im się tylko nawiązać kontakty z PPR i lewicowymi socjalistami, a także z organizacją, która ukrywała się pod nazwą „Polskie Oddziały Wojskowe” (POW).
Obawy przed dekonspiracją oraz fakt, iż nie było możliwości wyprowadzenia z obozu wszystkich jeńców, spowodowały, że plan wywołania zbrojnego powstania nie został zrealizowany. Zamiast tego jesienią 1942 roku nastąpiła fala zbiorowych ucieczek. Jako pierwsza zbiegła grupa kilkunastu więźniów pracujących w bliżej nieokreślonej „placówce zewnętrznej”. Kolejna około trzydziestoosobowa grupa zbiegła 11 listopada 1942 roku ze szpitala wojskowego przy al. Warszawskiej. Uciekinierzy zdołali przy tym zdobyć broń i samochód, którym udali się następnie do lasów pod Garbowem. Niedługo później w małych grupkach zbiegło jeszcze około 40 więźniów.
Los tej ostatniej grupy, dowodzonej przez Wolfa Glajchera, okazał się tragiczny. Jeńcy zdołali dotrzeć do lasów kraśnickich i ukryć się w leśnych ziemiankach nieopodal wsi Rudki. Niedługo później zostali jednak skrytobójczo zamordowani przez członków tej samej organizacji konspiracyjnej (POW), która dopomogła im w ucieczce. Jan Szelubski, jedyny jeniec z tej grupy, któremu udało się przeżyć wojnę, opisywał sprawców zbrodni jako „bandę »Czarnego«”. W publikacjach historycznych pojawiały się różne teorie na temat tożsamości jej członków. Odpowiedzialnością za mord pod Rudkami obarczano m.in. oddział partyzancki Gwardii Ludowej dowodzony przez Grzegorza Korczyńskiego, bandę rabunkową Stanisława Kiełbasy, a nawet bojowców z organizacji Polscy Socjaliści. Dariusz Libionka na podstawie badań archiwalnych ustalił jednak, że uciekinierów zamordowali członkowie oddziału egzekutywy powiatowej Narodowej Organizacji Wojskowej, którym dowodził Paweł Szaruda ps. „Tyrała”, „Placek”. Zbrodnia najprawdopodobniej miała motyw rabunkowy. Wiadomości o tragicznym losie uciekinierów dotarły na Lipową, podkopując wiarę jeńców w celowość organizowania ucieczek zbiorowych.
Pod koniec listopada, w reakcji na wspomniane ucieczki, Niemcy zarządzili przeniesienie na Majdanek wszystkich więźniów, którzy jak dotąd pracowali poza Lipową, na tzw. „placówkach zewnętrznych”. W drodze na Majdanek więźniowie zaatakowali konwojentów. W nierównej walce zginęła nieznana liczba jeńców, straty ponieśli także Niemcy. Niewielkiej liczbie więźniów udało się uciec, lecz wobec niemożności znalezienia schronienia na terenie Lublina, wkrótce powrócili na Lipową. Pozostałych więźniów z tej kolumny osadzono na Majdanku. Ich dalsze losy są nieznane. W świetle dostępnych relacji i dokumentów jest możliwe, że zostali straceni, aczkolwiek jest również prawdopodobne, że pozostawiono ich na Majdanku aż do listopada 1943 roku lub że po pewnym czasie zostali przeniesieni z powrotem na Lipową.
W kolejnych miesiącach nadal dochodziło do ucieczek indywidualnych lub ucieczek małych grup więźniów. Między innymi w marcu 1943 roku zbiegł domniemany przywódca obozowej konspiracji, Roman Fiszer. Ostatnia odnotowana ucieczka z Lipowej miała miejsce 9 października 1943 roku, na niespełna miesiąc przed likwidacją obozu.
Jeńcy, którym udało się zbiec, starali się dołączyć do istniejących oddziałów partyzanckich lub tworzyli własne. W ten sposób obóz przy ul. Lipowej stał się zdaniem Shmuela Krakowskiego „poważnym ośrodkiem żydowskiego oporu” w Generalnym Gubernatorstwie.

### Aktion Erntefest

#### Masakra na Majdanku

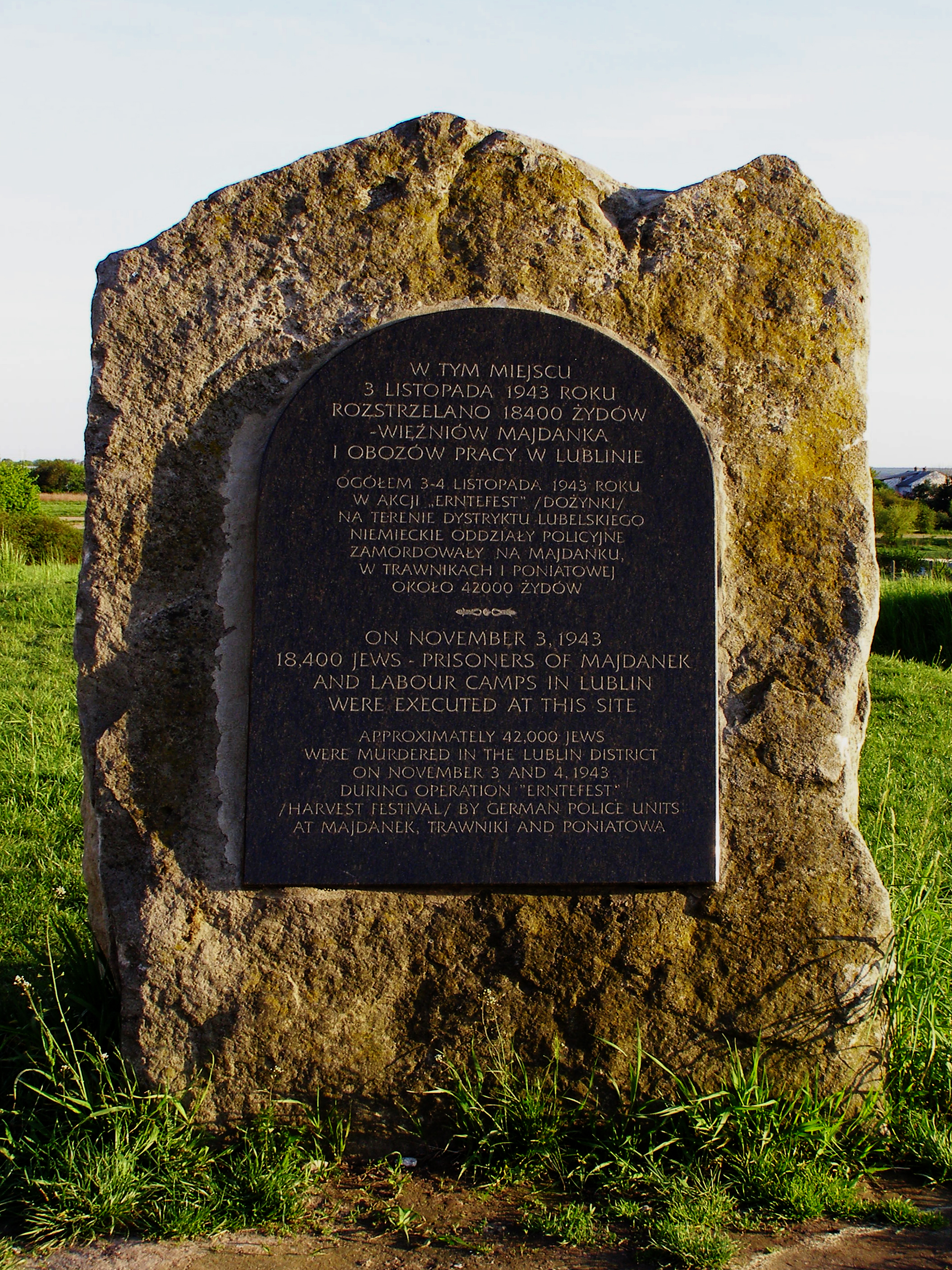
Tablica na terenie byłego obozu koncentracyjnego na Majdanku, upamiętniająca Żydów zamordowanych w czasie Aktion Erntefest

Pod koniec października 1943 roku, na wieść o udanym buncie więźniów obozu zagłady w Sobiborze, Heinrich Himmler wydał rozkaz natychmiastowego wymordowania wszystkich Żydów, których przetrzymywano w obozach na terenie dystryktu lubelskiego. Akcja eksterminacyjna, którą przeprowadzono 3–4 listopada, została oznaczona kryptonimem Erntefest (pol. „Dożynki”). Jej ofiarą padło około 42 tys. osób.
W tym czasie w obozie przy ul. Lipowej przetrzymywano prawdopodobnie około 2,5 tys. osób. Kierujący akcją eksterminacyjną Jakob Sporrenberg twierdził w swych powojennych zeznaniach, że komendantura KL Lublin zwróciła uwagę Himmlerowi, że wśród więźniów Lipowej znajdują się jeńcy wojenni chronieni międzynarodowymi konwencjami. Ten miał jednak podtrzymać rozkaz wymordowania bez wyjątku wszystkich Żydów. W rezultacie 3 listopada we wczesnych godzinach porannych obóz został otoczony silnym kordonem SS i policji. Ukraińscy wachmani zostali rozbrojeni i zamknięci w bunkrze, natomiast żydowskich więźniów wyciągnięto z baraków, zrewidowano, uformowano w kolumny marszowe, po czym wyprowadzono w kierunku obozu na Majdanku. Zabrano nawet pacjentów z izby chorych, przy czym co najmniej jednego niezdolnego do marszu zastrzelono na miejscu. Posiadający ukrytą broń jeńcy nie zdążyli wyjąć jej ze schowków. Być może część uwierzyła także niemieckim zapewnieniom, iż więźniowie są prowadzeni na kontrolę i po kilku godzinach wrócą na Lipową.
Prawdopodobnie w drodze na Majdanek część więźniów zorientowała się, jaki czeka ich los. Doszło do co najmniej kilku prób indywidualnych i zbiorowych ucieczek. Świadkowie wspominali, że podczas przemarszu przez Bronowice grupa więźniów w przedwojennych polskich mundurach rozbiegła się na okrzyk „Niech żyje wolność!” Wobec silnego kordonu otaczającego kolumnę próby te były skazane na niepowodzenie, a większość uciekinierów została zastrzelona. Niemniej w raportach polskiego Podziemia odnotowano, że kilkunastu więźniom prawdopodobnie udało się zbiec.
Pozostałych Żydów zaprowadzono na V pole obozu na Majdanku, gdzie już wcześniej więźniowie wykopali długie rowy, mające rzekomo służyć jako schrony przeciwlotnicze. Tam przeprowadzono selekcję, wyłączając z tłumu 300 więźniów posiadających kwalifikacje zawodowe. Zostali oni zamknięci w barakach. Pozostałych zmuszono, by rozebrali się do naga i oddali wszystkie posiadane przedmioty, a następnie prowadzono do rowów, zmuszając by położyli się na jego dnie – później na zwłokach zabitych wcześniej osób. Ofiary mordowano strzałem w tył głowy lub rozstrzeliwano ogniem broni maszynowej. Obok więźniów Lipowej mordowano żydowskich więźniów Majdanka i obozu na Flugplatzu, a także Żydów doprowadzonych z innych „komand zewnętrznych” pracujących w Lublinie. Odgłosy egzekucji zagłuszano muzyką płynącą z głośników zainstalowanych na samochodach.
Na V polu Majdanka zamordowano tego dnia około 18 tys. osób. Obóz pracy dla Żydów przy ul. Lipowej przestał istnieć.

#### Losy ostatnich żydowskich więźniów
Chwilowo oszczędzonych więźniów Lipowej zmuszono do pracy przy zacieraniu śladów ludobójstwa. Po kilku dniach około 120 więźniów zostało zabranych do obozu w Poniatowej, którego więźniów także wymordowano w czasie „Dożynek”. Zatrudniono ich przy paleniu zwłok ofiar tej masakry. Po zakończeniu pracy najprawdopodobniej zostali oni zamordowani.
Niedługo później kolejnych 61 więźniów zostało wywiezionych do lasu Borek pod Chełmem, gdzie również zatrudniono ich przy ekshumacji i paleniu zwłok ofiar niemieckiego terroru. Zakwaterowani w leśnej ziemiance więźniowie zdawali sobie sprawę z oczekującego ich losu, stąd postanowili zaryzykować próbę ucieczki. W nocy z 23 na 24 lutego 1944 roku 33 więźniów uciekło przez potajemnie wykopany tunel. Podczas szeroko zakrojonej obławy większość uciekinierów zastrzelono, niemniej sześciu zdołało uniknąć schwytania. Czterech: Józef Reznik, Józef Sterdyner, Lipman Aronowicz i Perec Schächter doczekało końca okupacji. Więźniowie, którzy nie uciekli z ziemianki, zostali rozstrzelani na rozkaz komendanta SD i policji bezpieczeństwa na dystrykt lubelski SS-Sturmbannführera Karla Pütza.
Losy więźniów Lipowej, którzy pozostali na Majdanku, nie zostały jednoznacznie ustalone. Część prawdopodobnie zginęła w egzekucjach. Istnieje także niepotwierdzona relacja o udanej ucieczce jednego więźnia. Prawdopodobnie 13 kwietnia 1944 roku ostatnia, 59-osobowa grupa więźniów została przeniesiona do więzienia Gestapo na zamku w Lublinie. Tam ich liczba uległa dalszemu zmniejszeniu na skutek zgonów spowodowanych trudnymi warunkami bytowymi oraz kolejnych egzekucji. 22 lipca 1944 roku, na kilka godzin przed wkroczeniem wojsk sowieckich, Niemcy dokonali masakry więźniów Zamku. Zginęła wtedy większość przetrzymywanych tam jeszcze Żydów. Wśród nielicznych ocalałych znalazł się ciężko ranny były więzień Lipowej, Chaim Zacharowicz.
Wcześniej, prawdopodobnie 21 lipca, Niemcy wywieźli do Radomia około dwudziestu więźniów Zamku w Lublinie, a wśród nich dwóch byłych więźniów Lipowej – Jakuba Franka i Hersza Feldmana. Obaj przeżyli wojnę.

## Filia Majdanka – ostatni okres istnienia obozu
Wymordowanie żydowskich więźniów pozbawiło lubelskie zakłady DAW siły roboczej. Między listopadem 1943 roku a lutym 1944 roku warsztaty przy ul. Lipowej pozostawały zasadniczo unieruchomione.
Na przełomie 1943/1944 roku obóz na Lipowej formalnie przekształcono w filię obozu na Majdanku. W styczniu 1944 roku zapadła decyzja o wznowieniu produkcji w lubelskich zakładach DAW. W tym celu SS planowało sprowadzić na Lipową 250 fachowców z zakładów DAW ulokowanych w obozach koncentracyjnych Dachau, Buchenwald i Sachsenhausen. Planowano także sprowadzić około 1,5 tys. pracowników pomocniczych. Ostatecznie na przełomie stycznia i lutego do Lublina trafiło tylko około 500 więźniów, wśród nich zaledwie ośmiu Polaków. Kolejnych 162 więźniów, tym razem w większości Polaków, przeniesiono na Lipową z obozu na Majdanku.
W marcu 1944 roku na Lipowej przebywało około 660 więźniów. Reprezentowali oni aż osiemnaście narodów Europy. Największą grupę więźniów stanowili Niemcy i Austriacy. Obok nich w obozie przetrzymywano Polaków, Francuzów, Holendrów, Czechów, Jugosłowian, Rosjan, Ukraińców, Norwegów, Włochów, Hiszpanów, Greków, Belgów, Litwinów, Luksemburczyków, a także jednego Albańczyka, jednego Roma i jednego Szwajcara. 90% więźniów stanowili mężczyźni w wieku od 20 do 49 lat, aczkolwiek w obozie osadzeni byli także młodociani i osoby starsze. 75% więźniów zostało uwięzionych za przestępstwa polityczne.
Więźniowie byli przetrzymywani w dwóch barakach. Większość, tj. 60%, pracowała w warsztatach drzewnych i metalowych. Warunki, które w tym czasie panowały w obozie, były stosunkowo dobre. Więźniowie tylko sporadycznie padali ofiarą brutalności esesmanów, nie zmuszano ich także do pracy ponad siły .
W nocy z 22 na 23 marca 1944 roku jedenastu więźniów uciekło z Lipowej przez podkop przygotowany jeszcze przez żydowskich więźniów. Wśród uciekinierów było dziesięciu Polaków i jeden Niemiec. Osiem dni później 155 więźniów, w większości Polaków, przeniesiono na Majdanek. W późniejszym okresie liczba osadzonych zmalała jeszcze na skutek kilku zgonów oraz przenosin chorych na Majdanek. Ponadto 28 kwietnia na Majdanek przeniesiono grupę 100 więźniów, a kolejnych 75 osób przeniesiono tam na kilka dni przed zajęciem Lublina przez Armię Czerwoną. Wreszcie w czerwcu i lipcu 49 więźniów wysłano w dwóch transportach do pracy w tartaku DAW w Puławach.
Produkcję w warsztatach DAW przerwano dopiero na dzień przed ewakuacją Niemców z Lublina. 22 lipca 1944 roku ostatnich 229 więźniów dołączono do kolumny więźniów Majdanka, których przez Kraśnik wywieziono do Auschwitz-Birkenau.

## Upamiętnienie
Zabudowania obozowe przetrwały bez większego szwanku ucieczkę Niemców i przejście frontu w lipcu 1944 roku. Teren byłego obozu przez długi czas nie był jednak upamiętniony. Znajdujące się tam baraki były początkowo wykorzystywane przez Korpus Bezpieczeństwa Wewnętrznego i Ludowe Wojsko Polskie. Później prowadzono w nich handel. Na skutek pożaru, do którego doszło na początku lat 90., część baraków spłonęła, a resztę rozebrano . Mimo protestów i kontrowersji na terenie byłego obozu stanęło ostatecznie centrum handlowe Lublin Plaza. Jego budowę ukończono w 2007 roku.
W 2008 roku na ścianie centrum handlowego odsłonięto tablicę upamiętniającą ofiary obozu. Widnieje na niej napis: 

Na tym terenie w latach 1939–1943 znajdował się niemiecki obóz pracy SS dla Żydów, w którym więziono rzemieślników z różnych gett oraz kilka tysięcy jeńców – żołnierzy wojska polskiego pochodzenia żydowskiego. W obozie tym straciło życie kilkuset więźniów. W dniu 3 listopada 1943 roku więźniowie tego obozu zostali zamordowani przez Niemców w masowej egzekucji w obozie koncentracyjnym na Majdanku. Od stycznia do lipca 1944 roku znajdowała się tu filia obozu koncentracyjnego na Majdanku, w której więziono i zmuszono do pracy około 700 więźniów różnych narodowości z całej Europy.

W lutym 1951 roku na cmentarzu miejskim przy ul. Lipowej uroczyście pogrzebano szczątki jeńców-uciekinierów z obozu, ekshumowane i przeniesione z miejsca mordu pod Rudkami.
Zbiorowa mogiła kryjąca szczątki kilkudziesięciu jeńców wojennych – więźniów obozu przy ul. Lipowej znajduje się także na cmentarzu żydowskim przy ul. Walecznych w Lublinie.

## Odpowiedzialność sprawców
W 1948 roku sąd w Radomiu skazał na karę śmierci jednego z członków załogi obozu przy ul. Lipowej, SS-Oberscharführera Martina Schramma. Wyrok wykonano.
W 1974 roku sąd przysięgłych w Hamburgu skazał Wolfganga Mohwinkela na karę dożywotniego pozbawienia wolności. Były komendant Lipowej spędził jednak w więzieniu tylko dziesięć lat, po czym został warunkowo zwolniony.